# 태화산 (경기)
태화산(泰華山)은 대한민국 경기도 광주시에 정상봉을 놓고 용인시 처인구에 입로를 둔 도로에 둘러싸인 외섬뫼이다. 곤지암이 위치해 있으며, 그나마 가까운 경로는 곤지암역, 에버랜드역, 둔전역 등이 있다. 포곡초, 중 고의 교가에 (일부는 석성산과 함께) 빠짐없이 등장한다.